# موريس بيرنير
موريس بيرنير هو ناقد موسيقي وصحفي كندي، ولد في 17 أبريل 1900 في مدينة كيبك في كندا، وتوفي في 2 ديسمبر 1990.